# Sztuka prehistoryczna

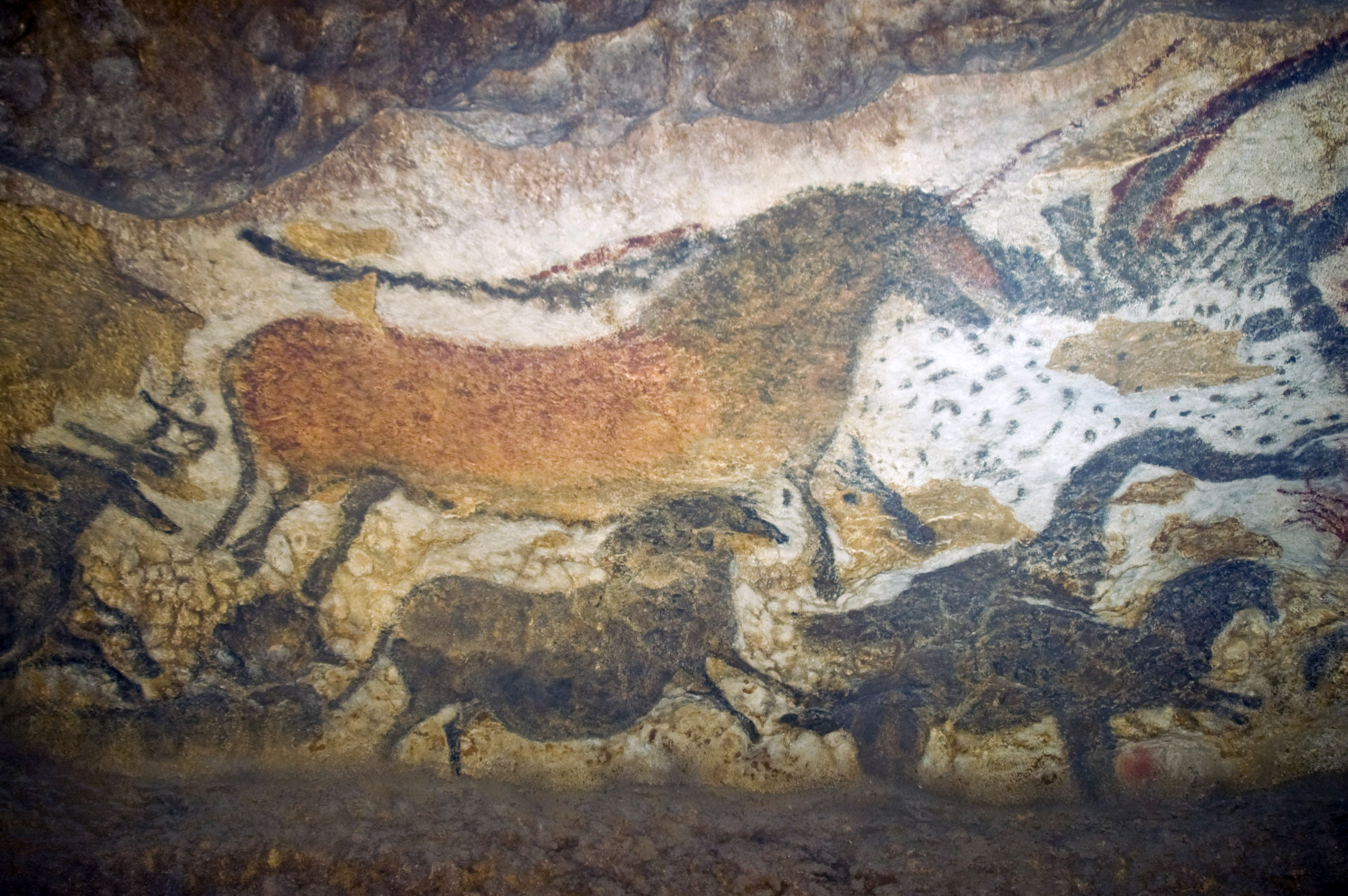
Malowidła w jaskini Lascaux

Sztuka prehistoryczna – nazwa stosowana dla przejawów działalności człowieka z epoki prehistorycznej. Przedmiotem sztuki prehistorycznej są wytwory rąk ludzkich, o których historia nie posiada żadnych źródeł pisanych.
Najstarsza sztuka prehistoryczna to sztuka paleolityczna. Jej rozwój przypadł na okres ostatniego zlodowacenia. Występowała na obszarach dzisiejszych południowo-zachodniej Francji oraz Hiszpanii. Po cofnięciu się lodowca zaczęły się pojawiać lokalne zespoły sztuki prehistorycznej. Do dwóch największych i najwyraźniejszych odnoszą się sztuka wschodniohiszpańska i sztuka arktyczna. W epoce neolitu w Półwyspie Iberyjskim rozwinęła się schematyczna sztuka iberyjska. W Afryce występowała sztuka południowa i sztuka saharyjska.

## Charakterystyka sztuki prehistorycznej

### Paleolit i Mezolit

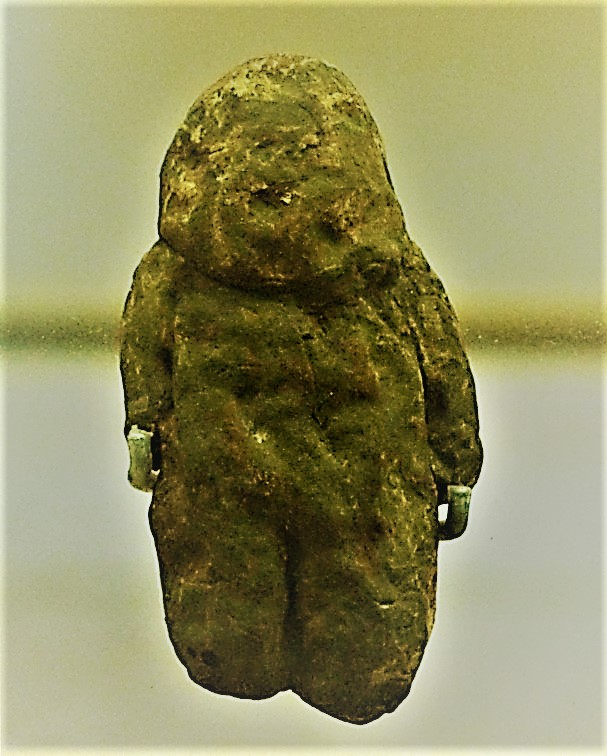
Wenus z Tan-Tan – datowana między 500 tys. a 300 tys. lat p.n.e, będąca prawdopodobnie najstarszym przedstawieniem istoty ludzkiej, zaliczana do wenus paleolitycznych.

Trudno jest oddzielić poszczególne zagadnienia związane ze sztuką tych najstarszych dziejów ludzkości. Jedynym „zapisem” mówiącym nam o dokonaniach człowieka są znaleziska archeologiczne pochodzące z tamtych czasów. Jest to jednak wiedza dość wyrywkowa, nadal dokonywane są odkrycia, które mogą obraz uzupełnić, ale także nieco zmienić. Wystarczy wspomnieć, że słynne znaleziska w jaskiniach w Salève i Chaffaund we Francji, Thayngen w Szwajcarii, Altamira w Hiszpanii zostały odkryte dopiero w XIX w. Jaskinię Lascaux we Francji odkryto w 1940 roku. Jest to czas „odkrycia” sztuki związanej z pradziejami.
Głównym przejawem sztuki paleolitu są małe, mobilne formy rzeźbiarskie oraz sztuka naskalna, która obejmuje dwie główne formy: malarstwo jaskiniowe oraz ryty naskalne, tzw. petroglify. Najstarsze znane okazy malarstwa jaskiniowego pochodzą sprzed około 40 tysięcy lat z Indii. W Europie najstarsze znalezisko, pochodzące z groty Chauveta we Francji, datowane jest na okres 32-30 tysięcy lat p.n.e. Jak pisze znawca tematu, francuski archeolog Jean Clottes:
Sztuka paleolitu od początku do końca jest sztuką zwierzęcą. Przedstawia bestiarium, bogate i różnorodne (...). Sceny są rzadkie i brakuje w nich pewnych motywów, takich jak np. wyobrażenia stada lub spółkowania. (...) Wizerunki ludzi charakteryzują się dwoma podstawowymi cechami: są niemal zawsze niekompletne, tudzież zredukowane do jednego segmentu ciała, po drugie – mało naturalistyczne, w przeciwieństwie do zwierząt. (...) O wiele liczniejsze są fragmenty ciała, dłonie w pozytywie lub negatywie, głowy, sromy i fallusy, czy też nieco rozmyte sylwetki, co do których nie ma pewności, czy są ludzkie. (...) Szczególnym motywem są istoty hybrydowe, nazywane czasami antropozoomorfami, teriantropami lub też czarownikami. Postacie te posiadają cechy zarówno ludzkie, jak i zwierzęce.
Jean Clottes opowiada się za tak zwaną „szamańską” interpretacją sztuki paleolitu, zaproponowaną przez południowoafrykańskiego archeologa Davida Lewisa-Williamsa. Wedle tej koncepcji malowidła tworzone były przez szamanów wprawiających się w stany transowe i stanowią przedstawienia świata z punktu widzenia ówczesnych wierzeń religijnych.
Według polskiego religioznawcy prof. Andrzeja Wiercińskiego sztuka paleolityczna jest symbolicznym ujęciem dostrzeżonej przez ówczesnego człowieka prostej pary przeciwieństw: „kobieta – mężczyzna”, czy nieco bardziej ogólnie: „męskie – żeńskie”, w skojarzeniu z drugą taką podstawową dychotomią: „życie – śmierć”. Były to tematy naczelne, inspirowane przez panujące wówczas wierzenia religijne. Rola społeczna obu płci była jednak wyrównana, na co wskazuje rola magii płodnościowej w odniesieniu do zwierząt i do życia pośmiertnego oraz dominacja ilościowa postaci kobiecych nad męskimi w drobnej rzeźbie, a przewaga z kolei męskich postaci szamanów w malowidłach naskalnych.
Inne teorie wiążą te malowidła z obrzędami magicznymi, rytuałami błagalnymi lub destrukcyjnymi. Możliwa jest ich funkcja estetyczna – „ozdobna” lub dydaktyczna (nauka dla młodych łowców). Nowe ramy interpretacyjne oscylujące wokół koncepcji szamanizmu zaproponował David Lewis-Williams.
Wśród obiektów rzeźby mobilnej dominują wyobrażenia zwierząt, ale często odnajdywane są też figurki przedstawiające postacie kobiet. Badaczy zastanawia różnica sposobu w artystycznym pokazaniu sylwetki zwierząt i człowieka. O ile zwierzęta rysowane są w sposób naturalistyczny to postacie kobiet mają wygląd mocno przerysowany. Wyolbrzymienie ich cech płciowych może być związane z kultem płodności oraz preferencjami seksualnymi (prokreacyjnymi) – starsze, tłuste kobiety zapewniały płodność i większe szanse przeżycia potomstwa.
Owe niewielkie figurki nagich kobiet, które zyskały sobie miano paleolitycznych „Wenus”, pojawiają się dość obficie w wykopaliskach. Najstarsza z nich, z jaskini Hohle Fels w Badenii-Wirtembergii, pochodzi sprzed około 35 tysięcy lat i wykonana została z kości mamuta. Znanych jest obecnie około 250 takich figurek wykonanych z kamienia, gliny czy kości, znalezionych na obszarze od Hiszpanii do Syberii. Najczęściej mówi się o ich funkcji wizualno-erotycznej, co miałoby przypominać dzisiejszą sztukę erotyczną czy wręcz pornografię. Niektórzy badacze wiążą je z funkcjami religijnymi lub magicznymi. W tych ostatnich funkcjach figurki Wenus mogły być wyrazem kultu płodności, kultu bogini-matki albo zapewniały posiadaczom ochronę przed złymi wpływami. Według J.A. Kowalskiego figurki są prototypem późniejszych bogiń płodności, w pierwszym rzędzie bogiń płodności zwierzyny łownej, a inspirację dla takiej właśnie formy i idei stanowiły pierwotne strażniczki ogniska, które dzięki oszczędnemu trybowi życia i dobremu odżywianiu się jako pierwsze mogły w czasach ogólnego niedożywienia pozwolić sobie na odkładanie zapasów tkanki tłuszczowej, a ponieważ symulowało to brzemienność, zostało skojarzone z płodnością. Kult strażniczek ognia przetrwał do czasów historycznych w postaci świątyń Westy i westalek w Rzymie czy domowych kapliczek Hestii w Grecji.

### Neolit i epoki metaliczne

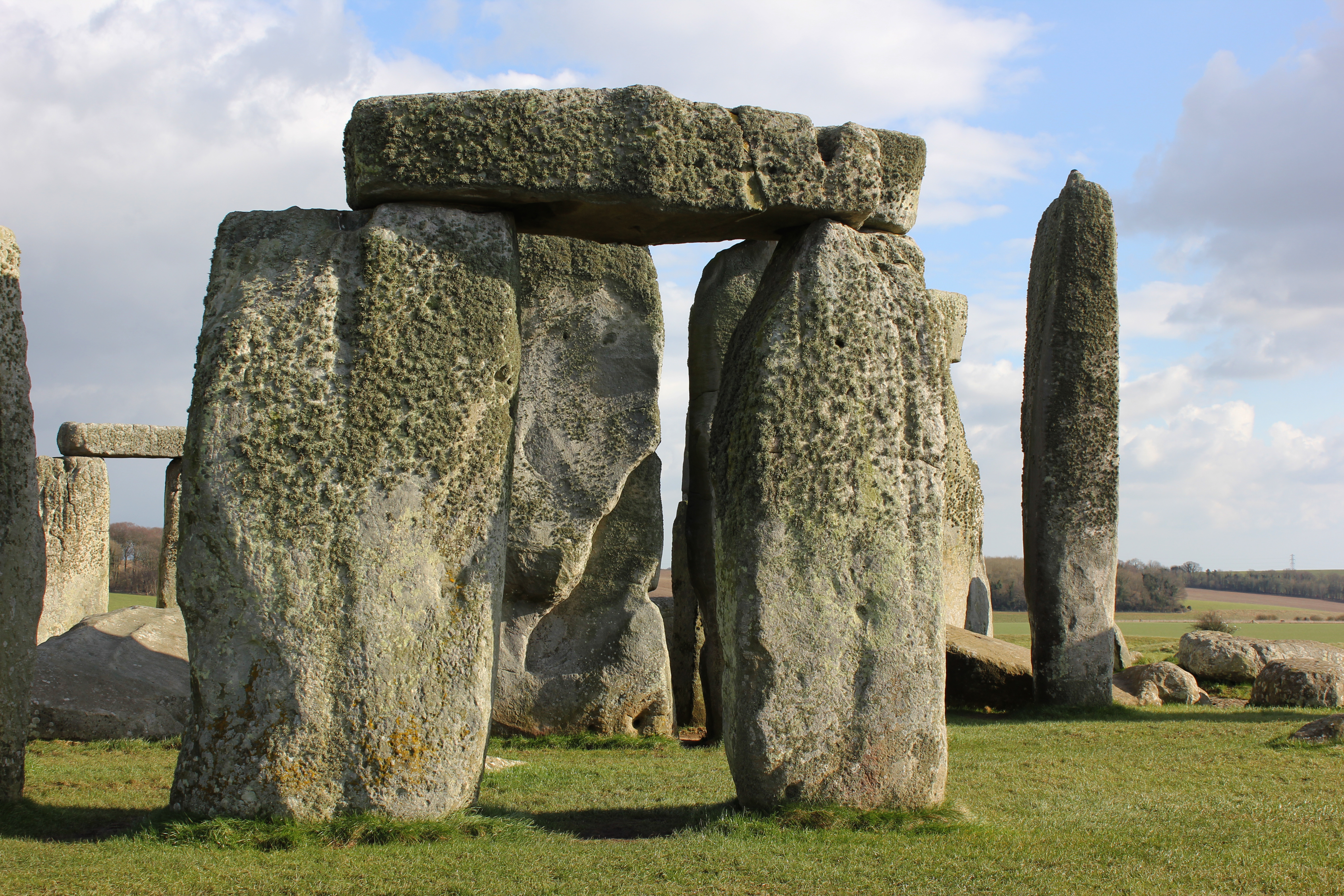
Megality w Stonehenge (2014)

Wraz z nastaniem osiadłego trybu życia, poznaniem nowych materiałów (ceramiki, miedzi, brązu, a później żelaza), zmieniają się motywy zdobnicze spotykane w zachowanych zabytkach kultury. Pojawiają się abstrakcyjne układy linii, plam. Z tego typu dekoracjami związane są motywy falistej wstęgi opasującej naczynia, koncentryczne koła, linie łamane, ząbkowania występujące na przemian z powierzchniami gładkimi. Okres narodzin architektury wiąże się z przekształceniem gospodarki zbieracko-rybacko-łowieckiej w gospodarkę związaną z uprawą roślin i hodowlą zwierząt, przyjmowany jest wraz z pojawieniem się budowli związanych z pochówkiem (one, jako najstarsze przetrwały do naszych czasów).
Najdawniejsze, znane obecnie znaleziska to głowa człowieka znaleziona w jaskini Grimaldi chroniona dwoma pionowymi kamieniami i spoczywającymi na nich głazami. Kolejne to kurhany pochodzące nawet sprzed siedmiu tysięcy lat, tolos z ok. 3270 p.n.e. wyspy Carn i z ok. 3215 p.n.e. w wyspy Borno. W trzecim tysiącleciu pojawiają się na terenach Europy Zachodniej dolmeny i menhiry, których wiele znalezisk pochodzi z drugiego tysiąclecia p.n.e. Ciekawym odkryciem jest także miejsce pochówku w jaskini Menga w Altequera w Hiszpanii – strop jaskini podparty jest potężnymi filarami. Komorę grobową długości 25 m, szerokości 6,5 m i wysokości 3,3 m tworzy 8 płyt kamiennych. Najbardziej znanym zabytkiem okresu budowli megalitycznych jest Stonehenge w Anglii.

## Sztuka pradziejowa na terenach Polski

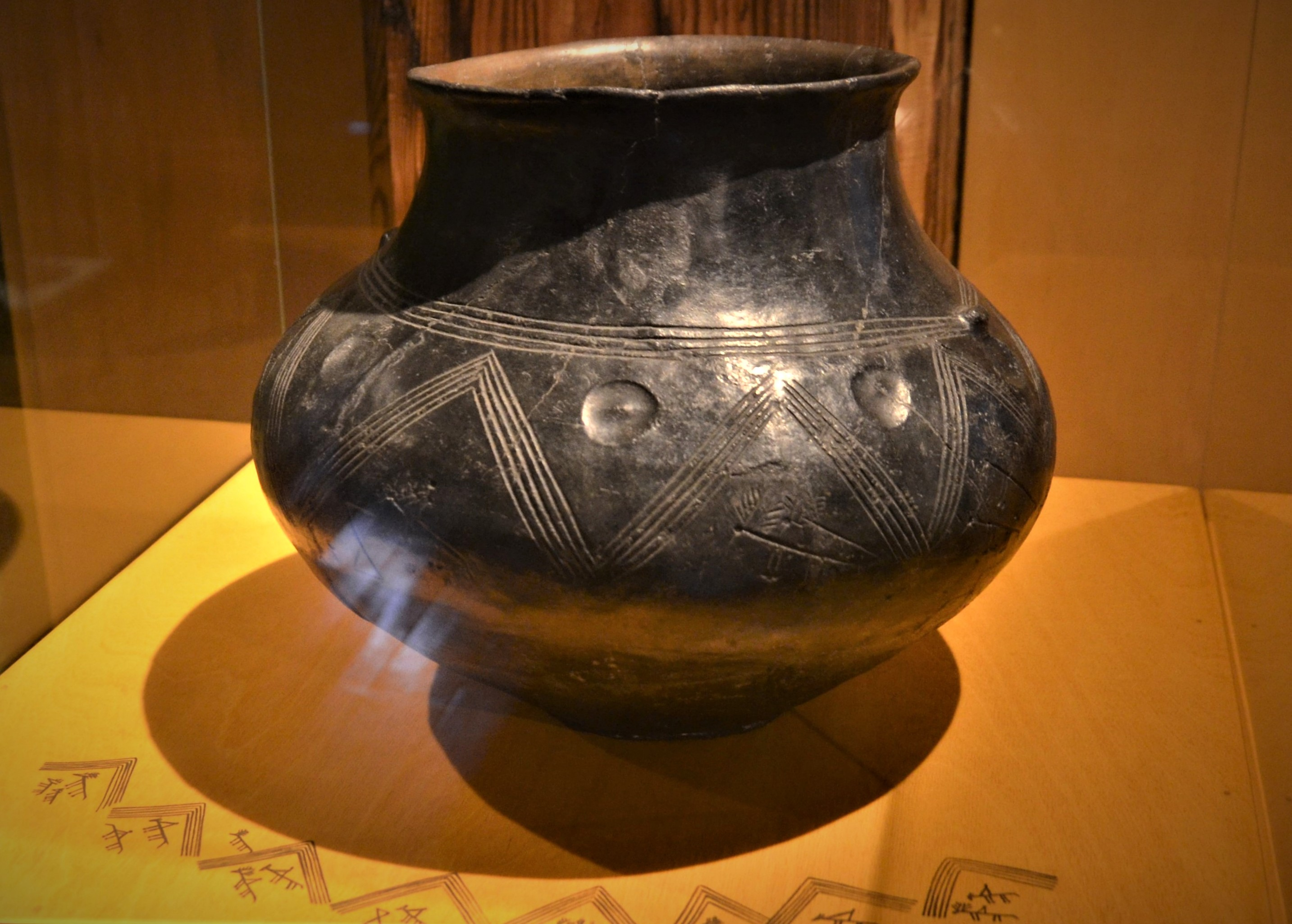
Przykład zdobionej ceramiki z kultury łużyckiej

Najstarsze ślady działalności człowieka pochodzą z okresu paleolitu. Są to narzędzia wykonane z krzemienia znalezione w Grocie Nietoperzowej w Jerzmanowicach, wyroby kościane zdobione geometrycznym wzorem z Jaskini Maszyckiej koło Krakowa. W północnej Polsce znaleziono wyroby z kości renifera, figurki bursztynowe. W połowie piątego tysiąclecia ziemie znalazły się pod oddziaływaniem kultury ceramiki wstęgowej, a tysiąc lat później wykształciła się kultura pucharów lejkowatych. Te znaleziska uważane są za rodzime dla kultur Niżu Europejskiego. W kopalni w Krzemionkach Opatowskich wydobywany jest w tym czasie pasiasty krzemień. Z niego wytwarzane są przedmioty ozdobne. Przykładem megalitycznych budowli ziemno-kamiennych są grobowce kujawskie zwane żalkami, np. znajdujące się w okolicach Izbicy Kujawskiej (Sarnowo, Wietrzychowice, Gaj) w województwie kujawsko-pomorskim, datowane na ok. 2500 p.n.e. W okresie młodszego neolitu (2600-1800 p.n.e.) kultury ceramiczne zmieniają się znacznie szybciej. Z tego okresu pochodzą znaleziska amfor kulistych, ceramiki sznurowej (za najpiękniejsze uważane są znaleziska odkryte w miejscowości Złota k. Sandomierza). Ceramice towarzyszą znaleziska ozdób wykonanych z bursztynu. W epoce brązu wykształciła się kultura łużycka. Z tego okresu pochodzą ozdoby i narzędzia z brązu, wyroby ceramiczne w postaci naczyń zdobionych ornamentem figuralnym przedstawiającym sceny kultowe, figurki zwierząt, ptaków, ludzi.
Pod koniec epoki brązu powstały na ziemiach polskich duże osady obronne. Koncentracja osadnictwa tego typu miała miejsce w okresie halsztackim (700-400 p.n.e.) epoki żelaza. Z tego okresu pochodzi najlepiej zachowana w Europie osada w Biskupinie. U schyłku okresu halsztackiego, wykształciła się kultura zwana wschodniopomorską. Wyróżniała się obrzędami grzebalnymi, w których stosowano urny twarzowe i domkowe, podobne do znalezionych w Etrurii. Upadek kultury łużyckiej nastąpił na przełomie V i IV w. p.n.e. Do Polski napłynęła ludność związana z kulturą tracką i celtycką. Z Celtami wiązane są znaleziska monumentalnych rzeźb kamiennych w rejonie góry Ślęża na Śląsku. Ze szlakiem bursztynowym związany jest okres wpływów rzymskich. Rodzima sztuka trwała w zdobnictwie ceramiki. Odrębność kulturowa zaczęła się kształtować w VI-X w. Z tego okresu pochodzą grody obronne, rzeźby z drewna i kamienia o przeznaczeniu kultowym.

## Chronologia sztuki pradziejowej
| Paleolit                                                     | Paleolit                                                                                | Paleolit |
| Przybliżone daty                                             | Kultura                                                                                 | Artefakty |
| ------------------------------------------------------------ | --------------------------------------------------------------------------------------- | --- |
| 35 000–30 000 p.n.e.                                         | Szatelperońska                                                                          | Pojawiły się pierwsze ozdoby, rytmiczne nacięcia na kości i kamieniu |
| 30 000–25 000 p.n.e.                                         | Oryniackie (perigordzka)                                                                | Pierwsze ryty na płytkach kamiennych i rysunki sylwetek zwierzęcych i kobiecych organów płciowych; (znalezione we Francji: Balcayre, La Ferrassie, Isturitz; Niemczech: Vogelherdhöhle, Hohlenstein-Stadel). |
| 26 000–18 000 p.n.e.                                         | Graweckie                                                                               | Ryty i rysunki na ścianach jaskiń sylwetek zwierząt, postaci ludzkich, najstarsze figurki kobiet, zwane figurkami Wenus (pochodzą z jaskiń Pair-non-Pair, Gargas, La Greze, Labatut, Laussel, Isturitz, Laugerie-Haute we Francji; Willendorf w Austrii; Dolní Věstonice, Předmosti (Czechy)).                   |
| 18 000–15 000 p.n.e.                                         | Solutrejska                                                                             | Ryty i rysunki na kościach, figurki kobiece, reliefy znalezione w Bourdeilles Roc de Sers we Francji, El Castillo w Hiszpanii; oraz najstarsze budowle mieszkalne wykonane przez człowieka na Ukrainie. |
| 15000–8000 p.n.e.                                            | Magdaleńska (dzielona na trzy okresy: wczesno-, środkowo- i późnomagdaleński)           | Rzeźbione i zdobione ornamentem figuralnym przedmioty (laski, miotacze i inne), malarstwo i reliefy na ścianach jaskiń, znalezione w Lascaux, Pech Merle, Abri de la Madeleine, Font-de-Gaume, Les Combarelles, Bernifal, Le Portel, Trois Frères, Teyjat, Limeuil we Francji, Altamira, El Castillo w Hiszpanii |
| 10000–8000 p.n.e.                                            | Świderska                                                                               | Groty, harpuny z rogu renifera, kości, zdobione motywami geometrycznymi (znalezione na Pojezierzu Mazurskim) |
| Mezolit                                                      |                                                                                         | |
| Przybliżone daty                                             | Kultura                                                                                 | Artefakty |
| ok. 8000 p.n.e.                                              | Kultura azylska                                                                         | Kamienie pokryte schematycznym ornamentem (Grotte du Mas-d’Azil we Francji), sztuka naskalna w Hiszpanii, północnej Afryce, Na Saharze i Afryce południowej. |
| ok. 8000 p.n.e.                                              | Kultura maglemoska                                                                      | Zoomorficzna plastyka bursztynowa, rzeźbione kościane berła (Pomorze, Dania) |
| Neolit                                                       |                                                                                         | |
| Przybliżone daty                                             | Kultura                                                                                 | Artefakty |
| W zależności od położenia geograficznego od 9000–4500 p.n.e. | Początek rozwoju kultur charakterystycznych dla starożytności w różnych rejonach świata | Rysunki naskalne w północnej Skandynawii, w rejonie jeziora Onega i nad Morzem Białym; malowana i zdobiona ornamentami ceramika, figurki kobiet i zwierząt, przedmioty z kości, bursztynu, miedzi, kamieni półszlachetnych.                                                                                      |
| 3000–2000 p.n.e.                                             | Kultury charakterystyczne dla poszczególnych regionów świata                            | Architektura pierwszych osiedli, grobowców, budowli megalitycznych. W Polsce kultura pucharów lejkowatych, kopalnia w Krzemionkach Opatowskich, ceramika sznurowa (zdobiona odciskami sznurka) w Złotej k. Sandomierza.                                                                                          |